# Губин, Евгений Иванович
Евге́ний Ива́нович Гу́бин (25 февраля 1923, Тирлянский, Башкирская АССР — 5 марта 1991, Самара) — старший лётчик 218-го штурмового авиационного полка 299-й штурмовой авиационной дивизии 16-й воздушной армии 1-го Белорусского фронта, лейтенант. Участник Великой Отечественной войны. Герой Советского Союза.

## Биография
Родился 25 февраля 1923 года в посёлке Тирлян (ныне — Белорецкого района Башкирии) в семье рабочего. Русский.
Окончил 8 классов, Белорецкий аэроклуб, Свердловскую авиационную школу пилотов в 1942.
В Красной Армии с апреля 1941 года, призван Белорецким райвоенкоматом Башкирской АССР. В 1942 году окончил Свердловскую военную авиационную школу пилотов. В боях Великой Отечественной войны с 26 января 1943 года. Член ВКП(б)/КПСС с 1944 года.
Старший лётчик штурмового авиаполка лейтенант Е. И. Губин за период с 26 января 1943 года по февраль 1944 года произвёл 82 боевых вылета, уничтожил 54 автомашины, 5 танков, 4 орудия полевой артиллерии, 29 зенитных точек, 1 склад с боеприпасами, 18 повозок, 5 пулемётных точек, 2 самолёта и до 350 солдат и офицеров противника.
После войны продолжал службу в ВВС СССР. В 1948 году он окончил Тамбовские высшие авиационные курсы слепой и ночной подготовки лётчиков, в 1955 году — Центральные лётно-тактические курсы усовершенствования офицерского состава.
С 1958 года подполковник Е. И. Губин — в запасе. Жил и работал в городе Куйбышеве (ныне — Самара) инженером по оборудованию треста «Волгоэнергомонтаж».
Умер 5 марта 1991 года.
Почётный гражданин города Белорецка.

## Награды
- два ордена Красной Звезды (25.2.1943[3], …[К 1])
- три ордена Красного Знамени (11.7.1943[4], 1.11.1943[5], 28.10.1944[6])
- Герой Советского Союза (орден Ленина и медаль «Золотая Звезда» № 3949; 1.7.1944)[7] — за образцовое выполнение боевых заданий командования и проявленные мужество и героизм в боях с немецко-фашистскими захватчиками
- два ордена Отечественной войны 1-й степени (4.7.1944[8], 6.4.1985[9])
- медали
- иностранный орден.

… Всегда в боях тов. Губин показывает образцы мужества, отваги и героизма, всегда с исключительным мастерством. Летая в паре с командиром полка, он не раз спасал жизнь своего командира, подавляя зенитную артиллерию противника. Участвуя в 8 воздушных боях, он много раз отбивал атаки истребителей противника … и всегда проявлял исключительную стойкость и мужество…
05.09.43 г. в группе штурмовал отходящие колонны автомашин и пехоты противника по дороге Грузское—Паново. Штурмовка была исключительно эффективной, было уничтожено до 20 автомашин, 30 повозок, убито до 600 солдат и офицеров [противника]. Над целью группа была атакована истребителями. В ходе воздушного боя тов. Губин отразил несколько атак истребителей от ведущего группы…
21.09.43 г. в группе штурмовал автомашины противника по дороге Старгородский—Булохово. В этом полёте лично уничтожил 2 автомашины, 3 повозки с боеприпасами и до 15 солдат…
23.09.43 г. в группе штурмовал переправу через реку Припять у города Чернобыль. Переправа была разрушена, кроме того, тов. Губин лично уничтожил 3 автомашины на берегу, до 20 солдат…
12.10.43 г. в группе штурмовал артиллерию и живую силу противника в районе Шерстки сев. Гомеля. Группа штурмовала цель в течение 30 минут, сделав 8 заходов. Благодаря отличной штурмовке наши наземные части овладели несколькими опорными пунктами противника.

Таких примеров беззаветного героизма у тов. Губина много. Каждый его боевой вылет характерен чётким расчётом с его личной отвагой и мужеством.— Из наградного листа на Е. И. Губина

## Комментарии
1. ↑  В наградных листах при последующих награждениях второй орден Красной Звезды в период Великой Отечественной войны не упомянут.